# 짐 피츠패트릭
짐 피츠패트릭(Jim Fitzpatrick, 1959년 8월 28일 ~ )은 미국의 배우, 영화 감독, 영화 프로듀서, 각본가, 텔레비전 배우, 영화배우이다.
오마하에서 태어났다.

## 영화
- 노던 보더스 (2013년)
- 일너스 (2013년)
- 모범시민 (2009년)
- 스탄스 리틀 헬퍼 (2004년)